# Soza-Eisfälle
Die Soza-Eisfälle sind eine Reihe bis zu 200 m hoher Gletscherbrüche in der antarktischen Ross Dependency. In den Churchill Mountains liegen sie am Südrand des Chapman-Schneefelds und erstrecken sich vom Mount Massam in südwestlicher Richtung bis nahe dem Kopfende des Starshot-Gletschers.
Das Advisory Committee on Antarctic Names benannte sie 2003 nach Ezekiel Rodriguez Soza (1915–1983), Topografieingenieur des United States Geological Survey, der an der Erkundung der Churchill Mountains zwischen 1961 und 1962 beteiligt war.